# Pollos
Pollos è un comune spagnolo di 763 abitanti situato nella comunità autonoma di Castiglia e León.